# Sinh vật huyền thoại Việt Nam

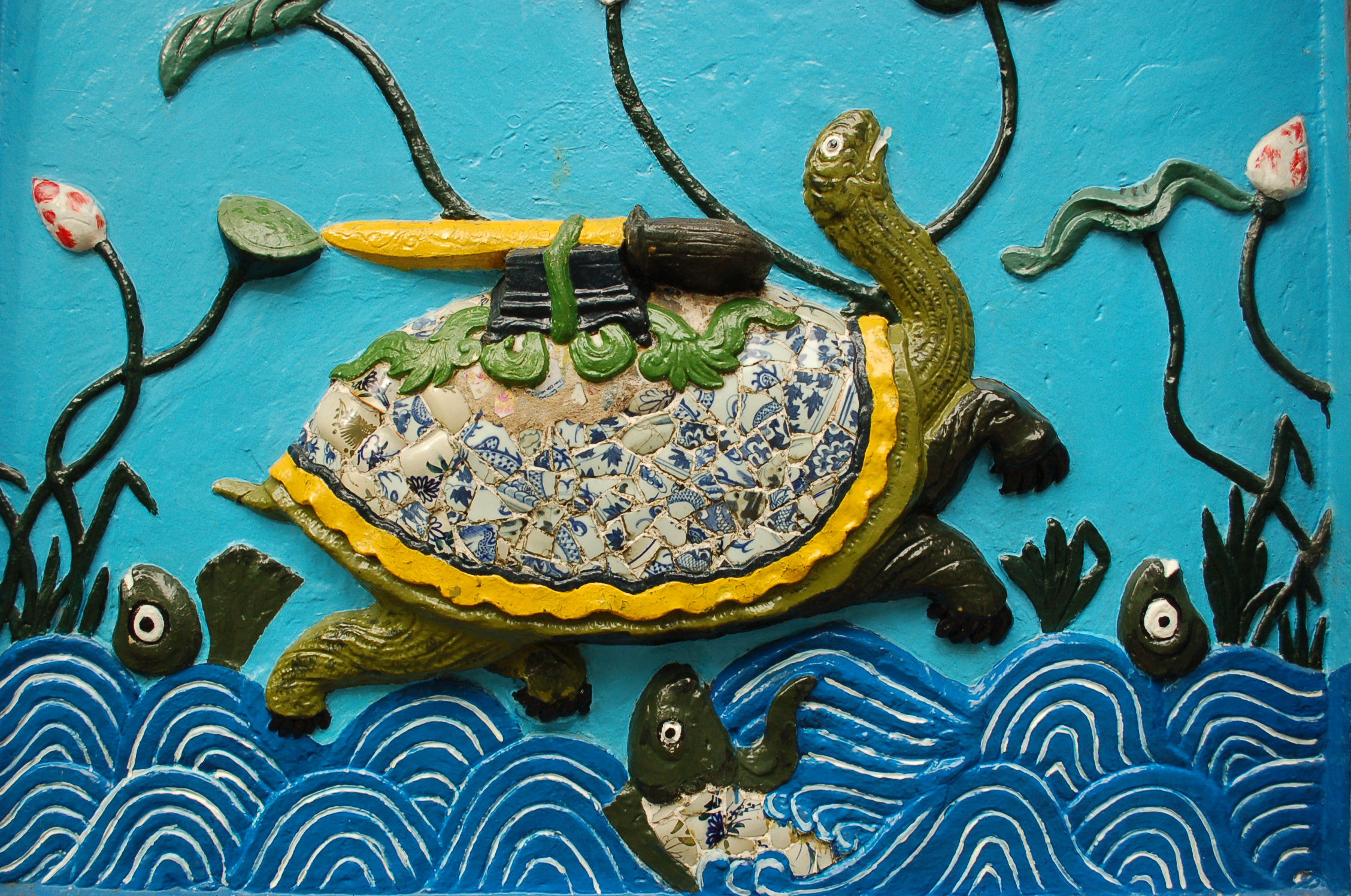
Kim quy

Sinh vật huyền thoại Việt Nam gồm các loài vật trong các câu chuyện thần thoại Việt Nam, trong truyền thuyết, câu chuyện cổ tích cho đến những câu chuyện dân gian, những sự tích truyền miệng. Việt Nam có một nền văn hóa lâu đời, đặc sắc và cũng chịu ảnh hưởng từ những nền văn minh và những quốc gia lân bang do đó, có một kho tàng các câu chuyện dân gian, thần thoại đồ sộ, đa dạng phong phú, trong đó, hình ảnh những loài vật được phản ánh trong tâm thức dân gian từ những loài vật được ghi chép trong cổ sử và thư tịch mang tính biểu tượng như rùa thần Kim Quy, con ngựa sắt của Thánh gióng, những sinh vật mang tính biểu tượng của dân tộc như chim Lạc, cho đến voi chín ngà, gà chín cựa, ngựa chín hồng mao, cóc kiện trời, cá chép Táo Quân.
Trong những câu chuyện dân gian cũng kể về nhiều những sinh vât yêu quái thành tinh như thuồng luồng, quỷ Xương Cuồng, chằn tinh, thần Hổ, ma trành, bà chằng, Ngư tinh, Mẫu Bạch Kê, Mãng xà tinh (mãng xà khổng lồ), chuột tinh ngũ sắc, cho đến con chuột Trinh thử cho đến các sinh vật ma quái như ma gà, ma hời, ma xó trong những câu chuyện dân gian truyền khẩu của người Kinh. Có những sinh vật có những điểm chung với các quốc gia lân bang nhưng được mô tả với những nét Việt hóa đặc sắc của nền văn hóa Việt Nam và các dân tộc anh em trên lãnh thổ Việt Nam như rồng Việt Nam, nghê, rùa đá, hồ ly tinh và các sinh vật thần thoại ngoại lai như kỳ lân, tỳ hưu. Các dân tộc trên lãnh thổ Việt Nam trong nền văn hóa của mình cũng có những loài vật mang tính biểu trưng như chim Ch'rao, chim Kơ tia (chim Cơ Tia), chim Tring ở Tây Nguyên, rắn Niệk của người Khmer (biến thể của rắn Naga), người Champa thì có sinh vật Tượng sư Gajasimha, Limoaw Kapil (bò Nandi) (bò Nan Di),  Ca-lâu-la (Chim Ga Ru Đa).

## Các sinh vật

### Chuột tinh
Chuột tinh là truyền thuyết về những con chuột sống lâu và trở thành tinh, có thể biến hóa hoặc có tính nết của con người. Trong cổ thư Thánh Tông di thảo (tương truyền của vua Lê Thánh Tông) ở Quyển hạ có truyện Thử tinh truyện (tức Truyện tinh chuột), kể về một con chuột tinh tu luyện lâu năm có khả năng biến được thành người. Con chuột tinh này biến hóa thành một nho sinh đang đi học xa, hằng đêm về ân ái với người vợ của anh ta. Phép thuật của chuột tinh mạnh đến nỗi giữa trời nắng hay các đạo bùa thông thường không thể làm nó biến thành cốt thật. Mãi đến khi nhờ thần Phù Đổng dùng phép tiên, mượn Ngọc Hoàng thượng đế viên ngọc mắt mèo mới làm con chuột hiện nguyên hình. Phát tích từ chuyện chuột tinh giả dạng thành ông cống nho sĩ, mà ngày nay dân gian hay gọi chuột là ông cống.
Tác phẩm truyện thơ Nôm cổ nhất còn lưu giữ được ở Việt Nam cũng liên quan đến chuột là truyện Trinh thử (Con chuột trinh tiết) gồm 850 câu (tương truyền là của Hồ Huyền Quy). Câu chuyện có cốt truyện khá liêu trai kể về một cuộc đánh ghen giữa gia đình chuột cái với chuột đực với cô chuột bạch không may lạc vào. Ngoài ý nghĩa đạo đức Nho gia, ca ngợi lòng trinh bạch của chuột bạch, câu chuyện là một tâm sự thầm kín của tác giả khi muốn giữ lòng trinh bạch, trung hậu với triều Trần, giữa lúc bị Hồ Quý Ly thoán đoạt cướp ngôi báu. Trinh thử mượn chuyện loài vật để nêu lên hình ảnh người phụ nữ ở góa biết giữ lòng chung thủy đối với người chồng đã mất, đả kích hạng dâm dật giở trò ong bướm chim chuột đối với người góa bụa, và phê phán những phụ nữ ghen tuông quá đáng. Trinh thử đề cao lối sống trong sạch, chỉ trích những kẻ keo bẩn ky cóp làm giàu một cách không chính đáng. Tác phẩm cũng chĩa mũi nhọn vào bọn quyền thần, và phản đối lối sống tùy thời của những kẻ chuyên luồn cúi.

### Con nghê
Nghê là sinh vật mang tính huyền thoại, hư cấu và có nhiều sự đan xen giữa văn hóa bản địa và văn hóa du nhập. Nghê là một tên gọi thuần Việt nhưng trong các từ điển sinh học không có tên của một loài động vật nào có tên gọi là Nghê (trong khi rùa, phượng, hổ, sư tử, ngựa, voi là những sinh vật có thực), Nghê là một linh vật hư cấu đã được hình thành trong văn hóa truyền thống Việt Nam. Nghê bắt nguồn từ chó đá là con vật chuyên canh giữ trước cổng làng, cổng đình hay trước cửa nhà (tục thờ chó), do nhu cầu về việc có một linh vật đặt được ở những nơi uy nghiêm, linh thiêng như đền, chùa, miếu mạo mà chó đá được kết hợp thêm với đặc điểm của nhiều con vật khác tạo nên hình tượng con Nghê. Trong đời sống tín ngưỡng dân gian, nghê là linh vật xua đuổi ma quỷ và canh giữ cho chủ nhà, từ xa xưa, những chú chó đá đã được dựng lên trước mỗi cổng làng, cổng đình, cổng nhà ở nhiều làng quê vùng Bắc bộ, xuất hiện trong những không gian như cung điện, đền thờ, đình, miếu, dần chó đá hoá linh, được các nghệ nhân dân gian ở nhiều thời kỳ tạo hình với những chi tiết, dáng dấp oai phong, dũng mãnh, thiên biến vạn hóa và trở thành nghê. Mỗi linh vật khi được dựng lên, đều có một khởi hình, chẳng hạn con rồng mang khởi hình từ con rắn. Con nghê, phần cấu tạo chính trong cấu trúc của con vật không có thật này mang khởi hình (nguyên mẫu) từ con chó
Không giống như hình tượng tỳ hưu, kỳ lân hay sư tử đá được thể hiện theo hướng mãnh thú, tinh quái, dữ tợn thì hình tượng con nghê vừa có nét gần gũi, dân dã, bình dị, thuần phục nhưng cũng không kém phần uy nghi. Sắc thái của con nghê Việt luôn gợi nét bình dị, bộc lộ một tính gần gũi, một nét thân quen phảng phất hình ảnh con chó. Nghê là sự kết hợp giữa thân chó và đầu lân, điểm phân biệt giữa nghê và lân là ở bộ móng, nghê mang móng vuốt còn kỳ lân mang móng guốc. Ở Trung Quốc, người ta gọi "toan nghê" chính là con sư tử, còn ở Việt Nam, hình ảnh nghê gắn liền với con chó. Nghê là linh vật của văn hóa Việt Nam, còn lân thuộc văn hóa Trung Hoa, nghê không có sừng, dáng thanh, mình thon nhỏ, đuôi dài vắt ngược lên lưng, còn lân có sừng, thân hình tròn mập, đuôi ngắn, nét đặc trưng nghê của người Việt không có biểu hiện hung dữ, ghê gớm, hăm dọa, mà gần gũi, phù hợp với cảnh quan, nhân tình thế thái của người Việt. Ngoài ra, nghê là một dạng sư tử đá được dân gian hóa. Mỗi loại nghê gắn với một hoàn cảnh trưng bày và ý nghĩa khác nhau trong văn hóa dân gian Việt Nam, từ sự bình dị, gần gũi, đến chính trực, ngay thẳng, dũng mãnh, quyền uy. Khi nghê hóa rồng, là biểu tượng cao cho quyền lực chính trực; khi nghê ngậm ngọc là biểu tượng cho sự khôn ngoan, khi nghê đứng chầu hai bên khán thờ lại thể hiện vẻ uy nghiêm, trong các triều đại phong kiến thì hình tượng nghê được cung đình hóa để trở thành linh thú mà các triều đại phong kiến Việt tôn kính.

### Xương Cuồng
Quỷ Xương Cuồng hay còn gọi là Mộc tinh là yêu quái trong truyền thuyết của người Việt và được ghi chép trong Lĩnh Nam chích quái. Theo đó, Quỷ Xương Cuồng tồn tại từ thời Kinh Dương Vương dựng nước Xích Quỷ tới khi vua Đinh Tiên Hoàng trị vì mới bị tiêu diệt. Đây là một trong số những yêu quái hùng mạnh bậc nhất còn được lưu truyền trong sử sách và huyền kỳ của nước Nam.. Quỷ Xương Cuồng là hóa thân của một con hổ thành tinh và đây cũng là nguyên nhân việc thờ cúng ông Ba Mươi vào ngày 30 tháng chạp hàng năm của người Việt.. Dựa trên việc mô tả hình ảnh Xương Cuồng trong truyện Mộc tinh thì Mộc Tinh có thể là thú dữ, chủ yếu là hổ. Và với việc truyện Mộc Tinh ghi lại tục tế thần hàng năm, vào ba mười tết, phải tế thần Xương Cuồng ấy phải chăng là thần Hổ mà người Văn Lang sợ hãi và trọng vọng, làm lễ tế hàng năm vào ngày 30 tết. Trong ngôn ngữ Việt Mường thì chữ Xương trong từ Xương Cuồng, dù viết dưới dạng chữ Hán [nhân đứng + trường] hay [khuyển + xương] đều thông nghĩa với nhau và đọc 2 âm Xương và Trành nghĩa là "Ma cọp, ta thường gọi là hùm tinh" và "Ngày xưa, bảo rằng hổ ăn thịt người, hồn không biết đi đâu, lại theo con hổ, để đưa hổ về ăn thịt người khác, vì thế nên những kẻ giúp kẻ ác làm ác đều gọi là Trành". Như vậy, Xương Cuồng là "ma" hung dữ của hổ, khái, cọp.
Trong sử thi Đẻ đất đẻ nước của người Mường kể về quá trình từ khai thiên lập địa, sinh ra muôn loài trong đó có việc chặt cây thần (Cây Chu), làm nhà lang, đốt nhà lang, săn Moong lồ, săn cá điên, quạ điên, việc chặt cây thần dẫn tới việc biến hóa thành Moong lồ (con hổ lớn), chạy vào quê mường Thanh Hóa, ăn trẻ con người lớn, con gái bà nàng ra bến sông bến nước. Lĩnh Nam chích quái cũng từ việc Mộc Tinh chết, biến thành Xương Cuồng (ma Cọp), chạy về hướng tây nam, "biến hóa khôn lường, thường ăn thịt người". Cuối đời Lê, có chuyện Ma Trành (Trành cũng có âm là Xương) do Phạm Đình Hổ chép lại (Trành quỷ hiển linh) cũng nói Trành là tinh của người chết vì Hổ, thành Hổ về bắt người ăn thịt, Phạm Đình Hổ còn nhắc lại ở đây, việc Ma Trành vật chết Nhâm Ngao. Điều này có nghĩa là, từ thời đó, Phạm Đình Hổ cũng đã từng hiểu Trành cũng chính là Xương, Trành quỷ cũng là Xương Cuồng. Lĩnh Nam chích quái chép rằng "dân phải lập đền thờ, hàng năm đến ngày 30 tháng chạp, theo lệ phải mang người sống đến nộp, mới được yên ổn. Dân thường gọi là Xương Cuồng", đây là tục thờ hổ vào Ba mươi tết, Hổ, Cọp, Khái, Hùm được gọi là Ông Ba mươi. Tục thờ hổ, tục thờ cây, thờ thần rừng có thể có từ thời xa xưa, cái thời mà các sử gia trung đại vẫn xếp chung là thời Hùng Vương, Ông Ba mươi với tên gọi trại do tín ngưỡng để gọi Hổ, Cọp, Khái, Hùm.

### Chim Lạc
Chim Lạc là một sinh vật truyền thuyết của người Việt cổ và được xem là vật tổ của cư dân thời kỳ văn hóa Đông Sơn trong buổi đầu hình thành nhà nước Văn Lang-Âu Lạc. Hình ảnh một con chim Lạc là biểu tượng được tìm thấy trên mặt của Trống Đồng. Chim Lạc thuộc về biểu tượng quan trọng vì ở những loại trống đã giản ước rất nhiều hình ảnh khác thì hình ảnh này vẫn xuất hiện bên cạnh Mặt trời và liên hội với một loài hậu điểu, hậu là khí hậu, thời tiết, điểu là chim, hậu điểu là chim di cư theo mùa để sáng tạo ra cách gọi tương ứng. Với tư cách là một biểu tượng, chim Lạc vừa gần gụi thân quen vừa thiêng liêng. Chim lạc tượng trưng cho tinh thần và cả văn hóa thuần, cũng Việt là tiền thân của hình tượng phượng hoàng ở những thời đại sau này. Với truyền thống lịch sử bốn ngàn năm.

### Con gà tinh
Con gà thành tinh Mẫu Bạch Kê (神母白鷄) hay Bạch kê tinh (白鳮精) là yêu quái trong truyền thuyết Việt Nam. Theo Truyện Kim Quy trong sách Lĩnh Nam chích quái, vua An Dương vương đóng đô ở Phong Khê, cho người xây thành, mà cứ đắp là đổ. Sau đó, sứ giả Thanh Giang (Thần Kim Quy) từ sông bơi đến để giúp An Dương vương xây thành. Thần Kim Quy cho biết có con gà trắng sống ngàn năm hóa làm yêu tinh ẩn ở núi Thất Diệu vốn một con gà trắng là dư khí của quỷ thần nên bắt con gà trắng mà giết đi thì tinh quái sẽ hết. Nghe lời thần, vua cho các tướng vào rừng mai phục, vua cho người giết con gà trắng Từ đó không còn quỷ quái quấy phá, An Dương vương chỉ mất nửa tháng đã xây xong thành Ốc.. Còn theo thần tích ở làng Yên Phụ (xã Yên Phụ, huyện Yên Phong, tỉnh Bắc Ninh) thì Thần mẫu vốn là con gái của vua Hùng, có sắc đẹp quốc sắc thiên hương, đàn ngọt, múa giỏi, hát hay, thường đi du ngoạn các danh thắng trong nước. Trong một lần đến núi Thất Diệu, công chúa bị cảm qua đời. Vua cho người an táng ở đó. Công chúa qua đời khi còn trẻ nên rất linh thiêng, thường hóa thành cô hàng nước hoặc gà mái trắng để cứu giúp dân..

### Thuồng luồng
Thuồng luồng còn gọi giao long, là sinh vật không có thật, loài thủy quái này trong hình dung của dân gian có phần giống rồng nhưng không hẳn là rồng. Thuồng luồng thường rất to lớn, có sừng như rồng, thân hình giống rắn, sức mạnh kinh khủng, thậm chí đến mức siêu nhiên. Chúng sống ở những vùng nước lớn và có thể dìm bất cứ ai hay tàu thuyền nào. Thuồng luồng là sinh vật tưởng tượng được "lai ghép" và thần thoại hóa từ đặc điểm của những sinh vật có thật như cá sấu, rắn đem lại có chúng sức mạnh khó chống đỡ của loài thủy quái. Trong tiềm thức dân gian, thuồng luồng là một loài thủy quái hình dáng như con rắn nước nhưng to hơn nhiều. Cũng theo dân gian, thuồng luồng hung ác rất hay hại người. Thuồng luồng bắt người, gây tai họa. Thuồng luồng xuất hiện trong các câu chuyện dân gian cũng như ghi chép lịch sử của người Việt. Từ xưa đến nay, trong lịch sử dân gian Việt Nam vẫn lưu truyền sự đáng sợ của thuồng luồng, loài vật với sức mạnh vô song, thuồng luồng vẫn xuất hiện như một loài thủy quái to lớn, thường sống dưới nước, có hình thù như con rắn nhưng có 4 chân, có mào và to lớn hơn nhiều.
Có nhiều truyền thuyết, giai thoại cổ về thuồng luồng. Có nơi kể rằng, chúng thường rình rập để kéo con người xuống nước ăn thịt. Thuồng luồng có hình dáng giống rắn, có 4 chân và to lớn hơn nhiều thì nếu thuồng luồng thực sự tồn tại, có lẽ chúng sẽ giống loài cá sấu khổng lồ thời cổ đại. Sách Đại Việt Sử ký toàn thư, phần Ngoại kỷ viết: "Vua các đời đều gọi là Hùng vương. Bấy giờ dân ở rừng núi thấy ở sông ngòi khe suối đều có tôm cá, nên rủ nhau đi bắt cá để ăn, thường bị thuồng luồng làm hại, đến thưa với vua. Vua nói: 'Người ở núi khác với các loài thủy tộc; các thủy tộc ấy ưa cùng loài mà ghét khác loài, cho nên mới bị chúng làm hại'. Rồi vua bảo mọi người lấy mực vẽ hình thủy quái ở mình. Từ đấy thuồng luồng trông thấy không cắn hại nữa". Phần về nhà Trần có đoạn viết: "Lại hồi quốc sơ, quân sĩ đều xăm hình rồng ở bụng, ở lưng và hai bắp đùi, gọi là 'thái long' (rồng hoa). Vì khách buôn người Tống thấy dân Việt ta xăm hình rồng, lỡ gặp gió bão thuyền đắm, thuồng luồng không dám phạm tới, cho nên gọi là thái long".  

### Nhân ngư
Câu chuyện về cá ông, cá bà là câu câu chuyện về những con cá heo đực, cá heo cái (cá heo Irrawaddy hay còn gọi là cá nược) mà người dân hay gặp khi họ hành nghề đánh cá trên sông Mê Kong. Những người sống nghề "Bà Cậu" (đánh bắt thủy sản) thường thầm vái "Ông Nược" độ để đánh bắt được thật nhiều cá. Nhiều người Việt mến kính nên cả cá cái hay cá đực đều gọi chung nhất là "Ông Nược"", ngư dân trong vùng sông Hậu luôn xem loài cá này là "cá thiêng" hơn cả con chó, con mèo trong nhà của mình. Với ngư dân người Việt trước đây, cá nược được xem là ân nhân, nên họ không chỉ xem nó như loài cá quý mà ở nhiều nơi miền biển người ta còn hiểu là "nhân ngư", tôn xưng là "thần", lập đền thờ để thờ, gọi là Đền Nam Hải tướng quân. Ý thức bảo vệ và đối xử tử tế với "Nhân ngư; Đức Ngư" là một tín ngưỡng dân gian Nam Bộ.
Sách Gia Định thành thông chí chép: "Thần là con cá nhân ngư, không có vảy, đầu tròn trơn láng, đỉnh trán có lỗ phun nước ra như mưa, môi voi, đuôi tôm, dài đến 2,3 trượng, ưa nhảy bơi trên mặt biển. Ngư phủ giăng lưới dính cá, thường hô là thần mà cầu khấn, thì nhân ngư đuổi bầy cá chạy cả vào lưới. Ngư phủ rất cảm ơn, có khi nhân ngư lầm vào trong lưới, thì ngư phủ mở một mặt lưới kêu mà dẫn ra, nhân ngư ắt theo cửa lưới ấy mà ra! Lại những ghe thuyền trong biển gặp lúc gió sóng nguy hiểm, thường thấy nhân ngư dìu đỡ thân ghe bảo vệ vào bờ yên ổn. Còn hoặc ghe bị chìm úp thì cũng trong cơn sóng gió rầm rộ ấy nhân ngư cũng đưa người lên bờ, sự hỗ trợ hiển nhiên rõ rệt. Nhưng chỉ có trong Nam từ Linh Giang đến Hà Tiên có sự linh ứng cứu vớt mau chóng mà thôi, còn các biển khác không có. Có lẽ vì núi biển phương Nam hun đúc thiêng liêng được âm phù mặc trợ để bảo hộ sinh dân của ta vậy chăng? Triều đình đã phong tặng làm "Nam Hải Tướng quân Ngọc lân tôn thần", kê vào tự điển. Cá ấy rủi ro mà bị ác ngư khác đánh chết nổi trên mặt bể thì dân miền biển góp tiền mua hàng, vải đồ liệm rồi lựa một người đàn anh trong ngư hộ đứng làm chủ tang, đào đất chôn cất cẩn thận, và dựng đền ở ngay bên mộ. Những chỗ có chôn cá ấy thì dân chỗ ấy được nhiều lợi may mắn, còn chỗ tuy không chôn cũng đều lập đền thờ, dọc theo miền biển đều như thế cả".